# Anaïs Anaïs
Anaïs Anaïs è un profumo femminile creato nel 1978 da Roger Pellegrino per la maison francese Cacharel.